# ×Arctodupontia scleroclada
×Arctodupontia scleroclada là một loài thực vật có hoa trong họ Hòa thảo. Loài này được (Rupr.) Tzvelev mô tả khoa học đầu tiên năm 1973.